# Goodnight Lovers
"Goodnight Lovers" är en låt av den brittiska gruppen Depeche Mode. Det är gruppens trettionionde singel och den fjärde och sista från albumet Exciter. Singeln släpptes den 11 februari 2002.
Det utgavs inte någon vinylsingel i Storbritannien, men en maxisingel med röd färg pressades i Tyskland.
Musikvideon regisserades av John Hillcoat.

## Utgåvor och låtförteckning
Samtliga sånger är komponerade av Martin Gore.

### 12": Mute / 12Bong33 (EU)
1. "Goodnight Lovers" - 3:48
2. "When the Body Speaks" (Acoustic) - 6:00
3. "The Dead of Night" (Electronicat Remix) - 7:38
4. "Goodnight Lovers" (isan Falling Leaf Mix) - 5:53

### CD: Mute / CDBong33 (UK)
1. "Goodnight Lovers" - 3:48
2. "When the Body Speaks" (Acoustic) - 6:00
3. "The Dead of Night" (Electronicat Remix) - 7:38
4. "Goodnight Lovers" (isan Falling Leaf Mix) - 5:53

### Radio Promo CD: Mute / RCDBong33 (UK)
1. "Goodnight Lovers" - 3:48